# Abdelmajid Bourebbou
Abdelmajid Bourebbou   (Arris, 16 de març de 1951) és un exfutbolista algerià de la dècada de 1970.
Fou internacional amb la selecció d'Algèria amb la qual participà en la Copa del Món de futbol de 1982. Pel que fa a clubs, destacà a FC Rouen i Stade Laval.